# Joshua Whatley
Joshua Whatley (* 2. září 2005) je britský motocyklový závodník.

## Kariéra

### Mistrovství světa silničních motocyklů - Moto3

#### VisionTrack Racing Team (2022 - 2023)
Whatley se dostal do mistrovství světa silničních motocyklů v roce 2022 na motocyklu Honda s týmem VisionTrack Racing Team. Jeho týmovým kolegou byl Scott Ogden. Sezónu 2022 skončil bez získaného bodu na 36. místě.
V roce 2023 získal svoje první body v rámci mistrovství světa silničních motocyklů pří Velké ceně Argentiny, kdy dojel na 15. místě. Ročník dokončil s 5 body na kontě na 30. místě celkového pořadí.

#### MLav Racing (2024-)
Pro rok 2024 změnil tým VisionTrack Racing Team název na MLav Racing. Jezdecká sestava zůstává stejná. 

## Statistiky

### Mistrovství světa silničních motocyklů

#### Závody podle sezóny
| Sezóna | Třída | Motocykl | 1      | 2      | 3       | 4       | 5      | 6      | 7      | 8       | 9       | 10      | 11     | 12     | 13     | 14     | 15      | 16      | 17     | 18     | 19      | 20     | 21   | Poz. | Body |
| ------ | ----- | -------- | ------ | ------ | ------- | ------- | ------ | ------ | ------ | ------- | ------- | ------- | ------ | ------ | ------ | ------ | ------- | ------- | ------ | ------ | ------- | ------ | ---- | ---- | ---- |
| 2022   | Moto3 | Honda    | QAT 22 | INA 20 | ARG 23  | AME Ret | POR 26 | SPA WD | FRA 26 | ITA 21  | CAT Ret | GER Ret | NED 20 | GBR 21 | AUT 29 | RSM 24 | ARA Ret | JPN Ret | THA 23 | AUS 21 | MAL 23  | VAL 26 |      | 36.  | 0    |
| 2023   | Moto3 | Honda    | POR 20 | ARG 15 | AME DNS | SPA 24  | FRA 22 | ITA 21 | GER 23 | NED Ret | GBR 25  | AUT 27  | CAT 21 | RSM 22 | IND 16 | JPN 20 | INA 22  | AUS 14  | THA 23 | MAL 14 | QAT Ret | VAL    |      | 30.  | 5    |
| 2024   | Moto3 | Honda    | QAT 18 | POR 18 | AME 17  | SPA 23  | FRA 21 | CAT 20 | ITA 23 | NED 24  | GER 21  | GBR     | AUT    | CAT    | RSM    | KAZ    | INA     | JPN     | AUS    | THA    | MAL     | VAL    | 26.* | 0*   |      |

* Aktuální sezóna.